# آنا کاراپتیان (دولتمرد)
آنا ساموئلی کاراپتیان (ارمنی: Աննա Սամվելի Կարապետյան؛ زادهٔ ۱۷ ژانویهٔ ۱۹۷۷) یک وکیل و سیاستمدار اهل ارمنستان است که از تاریخ ۲۰۱۹ تا تاریخ ۲۰۲۱ سمت نمایندگی دوره هفتم مجلس ملی جمهوری ارمنستان را برعهده داشت.

## زندگی‌نامه
در  ۱۷ ژانویهٔ ۱۹۷۷ در گاوار به دنیا آمد و از آکادمی آموزش منطقه‌ای اروپا فارغ‌التحصیل شد. 